# Antoinette Collin
Antoinette Collin is een Belgische stripauteur. Zij studeerde beeldverhaal aan Saint-Luc te Brussel onder Eddy Paape. Voor het weekblad Robbedoes / Spirou illustreerde ze enkele verhalen van Oom Wim.
Op scenario van Jean-Marie Brouyère tekende ze twee lange verhalen, Roltrap naar het ongewisse (in het Frans, Les naufragés de l'escalator), die verschenen in Spirou in 1974 en 1975. Hoofdpersonage is Pastille, een rosse knappe vrouw, die werkte als cover-girl. Samen met haar drie naamloze vrienden wil ze zich wreken op de hypermarkt Genius Center. Pastille en haar vrienden worden echter gevat en op de roltrap naar de planeet Boboli geleid. Daar treffen ze een kleine roze olifant die tekstballonnen maakt en ook een mensenetende koning. Deze psychedelische strip ontving een gemengd onthaal bij het lezerspubliek van Spirou.
Daarna tekende ze nog de gagreeks over het filosoferende kuiken Christobald, op scenario van Raoul Cauvin. Daarna verliet ze de stripwereld.